# 貨物運送従事者資格
貨物運送従事者資格（かもつうんそうじゅうじしゃしかく）とは韓国で事業用の貨物自動車を運転する際に必要な資格である。大韓民国国土海洋部が交通安全公団に委託し実施している。事業用貨物自動車を運転する者（貨物運送業。事業用ナンバーを装着している車両）は必ずこの資格を取得後運転しなければならない。2004年7月21日から導入された。

## 受験資格
- 年齢：満21歳以上
- 運転免許：第一種普通免許、第一種特殊免許、第一種大型免許所持者のうち
  - 自家用車運転経歴3年以上（運転免許取得日基準）（第二種普通免許、第一種普通免許、第一種大型免許、第一種特殊免許の経歴のみ認定。ただし、停止ならびに取り消し期間を除く）
  - 事業用自動車運転経歴1年以上（貨物自動車の経歴は2005年1月20日以後不可。（自家用運転経歴が3年を経過していないものでバス並びにタクシーの運転経歴が1年以上の者に対する規定）
- 運転精密検査の基準に適合した者。

## 試験内容
- 筆記試験
  - 交通および貨物自動車運送事業関連法規、貨物取り扱い要領（40問、50分）
  - 安全運行、運送サービス（40問、50分）
- 合格者教育（筆記試験合格者に限る）
  - 8時間